# Bad Boys for Life
Bad Boys for Life – amerykańsko-meksykańska komedia sensacyjna z 2020 roku z Willem Smithem i Martinem Lawrence’em w rolach głównych, będąca kontynuacją Bad Boys II (2003). Film wyreżyserowali Adil El Arbi i Bilall Fallah, za produkcję odpowiadają Jerry Bruckheimer, Smith i Doug Belgrad.
Zdjęcia do filmu były kręcone od 14 stycznia do 7 czerwca 2019 roku w Atlancie i Miami. Premiera Bad Boys for Life miała miejsce 17 stycznia 2020 roku w Stanach Zjednoczonych, dystrybucją zajęło się Sony Pictures Releasing. Film zebrał głównie pozytywne recenzje i zarobił ponad 100 milionów dolarów na całym świecie.

## Fabuła
Detektyw Marcus Burnett mówi swojemu partnerowi Mike’owi Lowreyowi, że zamierza odejść na emeryturę. Po uroczystej imprezie, Mike zostaje postrzelony przez zabójcę o imieniu Armando na zlecenie Isabel Aretas, która postanowiła zemścić się na wszystkich, którzy byli odpowiedzialni za upadek kartelu Aretas, prowadzonego przez nią i jej męża Benito, który trafił do więzienia, gdzie następnie zmarł. W ciągu najbliższych sześciu miesięcy Armando kontynuuje realizowanie planu, podczas gdy Mike niemalże w pełni wraca do zdrowia. Mike prosi Marcusa o pomoc w złapaniu zabójcy, ale Marcus poprzysiągł sobie, że jeśli przyjaciel przeżyje, ten już nigdy nie wróci do aktów przemocy. Mimo tego wkrótce ponownie łączą siły, gdy albański najemnik obiecuje zemstę za śmierć brata.

## Obsada
- Will Smith jako Michael Eugene „Mike” Lowrey
- Martin Lawrence jako Marcus Burnett
- Jacob Scipio jako Armando Armas
- Vanessa Hudgens jako Kelly
- Alexander Ludwig jako Dorn
- Joe Pantoliano jako kapitan Conrad Howard
- Charles Melton jako Rafe
- Nicky Jam jako Zway-Lo
- Theresa Randle jako Theresa Burnett, żona Marcusa
- Massi Furlan jako Lee Taglin
- Paola Núñez jako Rita
- Dennis Greene jako Reggie
- Kate del Castillo jako Isabel Aretas
- Bianca Bethune jako Megan Burnett, córka Marcusa

i inni.